# Heinrich Wolff (Diplomat)
Heinrich Adolf Wilhelm Wolff (* 18. November 1881 in Berlin; † 7. Februar 1946 ebenda) war ein deutscher Diplomat. Zu Beginn des Dritten Reichs war er als Generalkonsul in Jerusalem beschäftigt und setzte sich für das Ha’avara-Abkommen ein. Da er mit einer Jüdin verheiratet war, wurde er  1935 aus dem Dienst entlassen.

## Leben

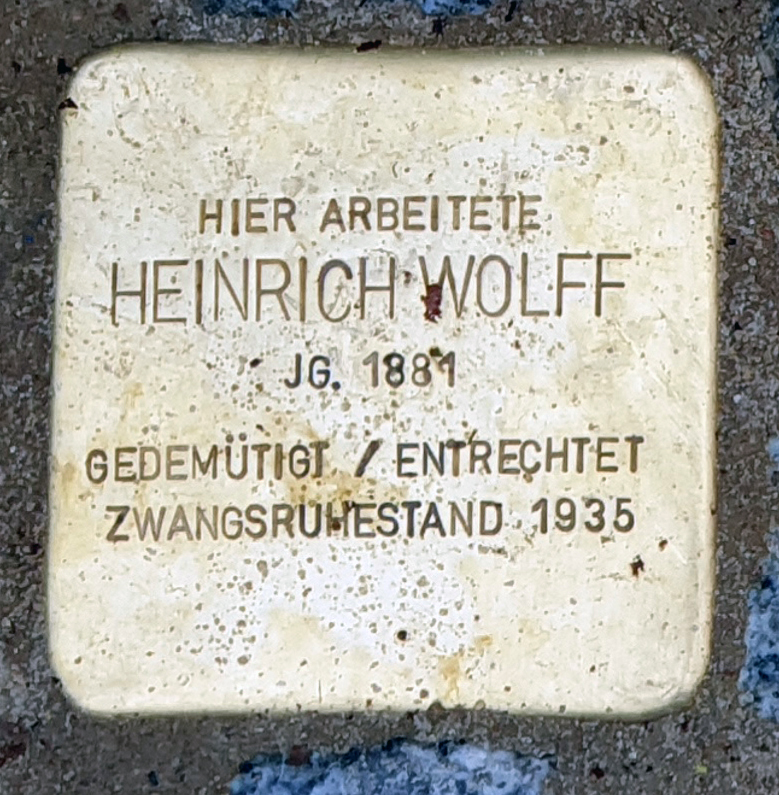
Stolperstein am Haus, Wilhelmstraße 92, in Berlin-Mitte

Heinrich Wolff wuchs als Sohn einer lutherischen Familie in Berlin auf. Sein Vater Fritz Wolff war Hochschullehrer an der Technischen Hochschule Charlottenburg. Heinrich Wolff legte 1902 sein Abitur ab und studierte anschließend an der Berliner Universität Jura. Dort legte er 1906 sein erstes Staatsexamen ab und arbeitete zunächst als Assessor am Berliner Kammergericht. Im März 1911 legte er das zweite Staatsexamen ab und wurde 1912 in den Auswärtigen Dienst aufgenommen. 1914 ging er als Vizekonsul nach London. Während des Ersten Weltkriegs war er Vizekonsul in Genua und später in Kopenhagen. Kurz vor Kriegsende kehrte er nach Berlin zurück.
Er war anschließend bei der deutschen Waffenstillstandskommission in Spa tätig und kehrte 1920 in den Auswärtigen Dienst zurück. In den 1920ern wurde er zunächst zum Legationssekretär und anschließend zum Legationsrat befördert. 1931 ging er nach Palermo, wurde jedoch bereits 1932 Generalkonsul in Neapel. Am 7. November 1932 wurde er von Reichspräsident Paul von Hindenburg zum deutschen Generalkonsul in Jerusalem ernannt. Mittlerweile mit der Jüdin Ilse verheiratet, die zum Protestantismus übertrat, setzte er sich für die zionistische Idee ein und versuchte eine deutsch-jüdische Partnerschaft zu erhalten. In Jerusalem kandidierte Ilse Wolff für den Kirchengemeinderat der Evangelischen Gemeinde deutscher Sprache, wurde gewählt und wirkte so für die Gemeinde.
Den antisemitischen Charakter des Deutschen Reiches nach der Machtergreifung erkannte er nicht. So forderte er in einem Brief 1933 auf, den Judenboykott einzustellen, da dies dem Ansehen des Reiches in der Welt schade und der Absatz der Waren in Palästina rückläufig sei. Dennoch bekannte sich Wolff anfangs zum Regime. So führte er den Ariernachweis und beantragte die Aufnahme in die NSDAP, was jedoch auf Grund seiner diplomatischen Stellung abschlägig beschieden wurde.
Während der ersten Jahre des nationalsozialistischen Regimes setzte sich Wolff für das Ha’avara-Abkommen bzw. den „Palästina-Transfer“ ein und war an dessen Vorbereitung beteiligt. Er unterhielt gute Kontakte zur Jewish Agency und der Zionistischen Vereinigung für Deutschland. Als Konsul rettete er durch seine bereitwillige Mitarbeit an der Ausführung des Abkommens Tausenden von Juden das Leben, die nach Palästina emigrieren konnten. Insbesondere durch seine Ehe mit einer jüdischstämmigen Frau stand er jedoch unter Beobachtung der Nazis. So übten unter anderem die Publikation Die Warte des Tempels der freikirchlichen Tempelgesellschaft in Palästina sowie Julius Streichers Hetzblatt Der Stürmer harsche Kritik an ihm und bezeichneten ihn als „Judenfreund“. Jedoch hatte Wolff noch bis 1935 den Rückhalt seines Dienstherrn.
Im Rahmen der Verschärfung des Gesetzes zur Wiederherstellung des Berufsbeamtentums wurde er am 15. Juli 1935 wegen seiner jüdischstämmigen Ehefrau mit 53 Jahren zwangspensioniert. Sein Nachfolger wurde Walter Döhle.
Zunächst wollte er mit seiner Frau in Palästina bleiben, doch zum einen erhielt er keine Pensionszahlungen, da diese nur in Deutschland vergeben wurden, zum anderen fand er keine Anstellung, die seinen Qualifikationen entsprach. So war das Paar gezwungen, im März 1936 nach Berlin zurückzukehren. 1937 wurde Wolff in den dauernden Ruhestand versetzt. Sowohl er als auch seine Frau überlebten die Hitlerdiktatur. Wolff selbst starb 1946.
Ilse Wolff konnte später erfolgreich einen Entschädigungsantrag auf Grund rassistischer Verfolgung durchsetzen. Sie verstarb im Oktober 1988 in einem Altersheim in Düsseldorf.
Am 5. November 2021 wurde vor dem ehemaligen deutschen Außenministerium, Berlin-Mitte, Wilhelmstraße 92, ein Stolperstein für ihn verlegt.